# Xanthorhoe convallaria
Xanthorhoe convallaria là một loài bướm đêm trong họ Geometridae.